# Lodovico Gavazzi
Lodovico Gavazzi (Milano, 17 luglio 1857 – Milano, 5 novembre 1944) è stato un imprenditore e politico italiano.